# Església de Sant Salvador (Priesca)
L'església de San Salvador es troba a la localitat de Priesca, al nord-est del conseyu de Villaviciosa (Principat d'Astúries, Espanya). Constitueix un dels exemplars de l'arquitectura preromànica asturiana una mica tardana. Va ser declarada Monument Nacional el 5 de febrer de 1913.
El 2015, en l'aprovació per la Unesco de l'ampliació del Camí de Sant Jaume a Espanya a Camins de Sant Jaume de Compostel·la: Camí francès i Camins del Nord d'Espanya, va ser inclosa com un dels béns individuals (núm. ref. 669bis-013) del camí costaner.

## Història
Degué existir una inscripció lapidària ja desapareguda, el text de la qual es coneix no obstant, que informava que el temple havia estat consagrat a l'era CMXXI, és a dir, l'any 921. És, doncs, una mica posterior al de San Salvador de Valdediós amb el que li uneixen diverses afinitats, pertanyent al regnat de Fruela II d'Astúries (910-925).
No tot el que avui es pot veure és original: en època no determinada s'hi va afegir una sagristia a la nau meridional i després un pòrtic tancat que es va perllongar per tot el costat sud d'aquesta nau. D'altra banda, l'incendi que va patir durant la Guerra Civil Espanyola i les dues restauracions de què ha estat objecte durant el segle passat, encara que no hagin suposat alteracions formals, sí que han causat la substitució d'elements primitius per altres de moderns

## Descripció arquitectònica

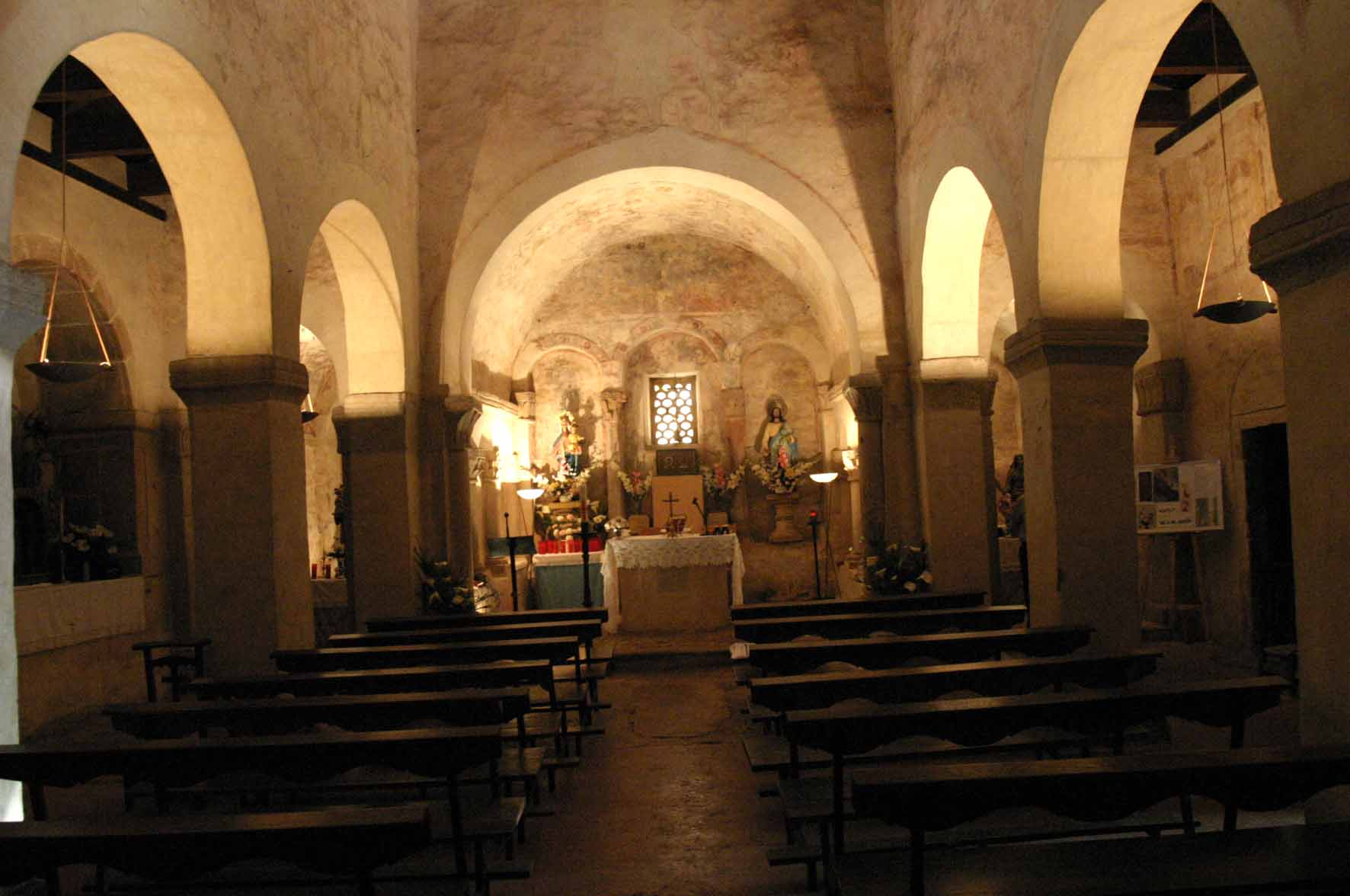
Interior de l'església.

Posseeix planta basilical de tres naus, sent la central d'amplada doble que la de les laterals i de més altura. Totes tres van rematades per dues capelles absidials al tester oriental, mentre que a l'occidental es disposa un pòrtic tripartit en què s'obre una portada d'arc de mig punt. Estan constituïdes per tres trams d'arcs de mig punt que descarreguen sobre pilars de secció quadrada rematats per capitells prismàtics. L'arc de triomf descarrega sobre columnes de fust circular monolític amb interposició d'un capitell corinti de fulles lanceolades i collarí soguejat. Les naus es cobreixen mitjançant teulada a dues aigües sobre armadures de fusta, mentre que les capelles es tanquen amb voltes de canó.
Els buits practicats a la fàbrica per a la il·luminació interior segueixen els models preromànics asturians: gelosies als laterals excel·lents de la nau central i als testers de les tres capelles, i finestra geminada amb doble arc de ferradura i columna formant el partellum al front de la denominada «càmera secreta» sobre la capella principal.
Els murs interiors de la capella central es decoren amb arcs cecs de mig punt sustentats per columnes entregues sobre les quals es disposen capitells corintis similars als de l'arc triomfal. Un altre element decoratiu és el que formen les pintures al fresc de les que encara persisteixen suficients vestigis als murs i voltes interiors per forjar-se una idea de quin devia ser el seu aspecte original.